# Andrzej Rutyna
Andrzej Rutyna (ur. 27 lipca 1947 we Wrocławiu) – polski artysta fotograf. Członek rzeczywisty Związku Polskich Artystów Fotografików. Prezes Zarządu Okręgu Dolnośląskiego ZPAF. Członek rzeczywisty i prezes Zarządu Dolnośląskiego Towarzystwa Fotograficznego.

## Życiorys
Andrzej Rutyna związany z dolnośląskim środowiskiem fotograficznym, mieszka, pracuje, tworzy we Wrocławiu – fotografuje od początku lat 70. XX wieku. W 1974 roku został członkiem rzeczywistym ówczesnego Dolnośląskiego Towarzystwa Fotograficznego (obecnie Dolnośląskie Stowarzyszenie Artystów Fotografików i Twórców Audiowizualnych), w którym od 1976 roku do 1978 pełnił funkcję prezesa Zarządu DTF. W 1980 roku został kuratorem Wałbrzyskiej Galerii Fotografii, przy której uformował Wałbrzyską Wszechnicę Fotograficzną – kuratelę nad galerią sprawował do 1989 roku. Miejsce szczególne w jego twórczości zajmuje fotografia abstrakcyjna, fotografia aktu, fotografia architektury, fotografia dokumentalna, fotografia krajobrazowa, fotografia kreacyjna, fotografia martwej natury, fotografia portretowa, fotografia przyrodnicza, fotografia reportażowa.
Andrzej Rutyna jest autorem i współautorem wielu wystaw fotograficznych; indywidualnych, zbiorowych oraz poplenerowych. Uczestniczy w pracach jury ogólnopolskich konkursów fotograficznych. Prowadzi spotkania, prelekcje, warsztaty poświęcone fotografii. W 1985 roku został przyjęty w poczet członków rzeczywistych Związku Polskich Artystów Fotografików (legitymacja nr 620), w którym obecnie pełni funkcję prezesa Zarządu Okręgu Dolnośląskiego ZPAF (kadencja na lata 2017–2020). W 1989 roku został uhonorowany Odznaką „Zasłużony Działacz Kultury”. W 2016 roku za osiągnięcia i pracę na rzecz fotografii został uhonorowany nagrodą Marszałka Województwa Dolnośląskiego.
Andrzej Rutyna od 1995 roku był wykładowcą fotografii – w Autorskich Liceach Artystycznych we Wrocławiu (1995–2015), w latach 1998–2002 prowadził zajęcia z fotografii w Prywatnym Policealnym Studium Fotografii PHO-BOS we Wrocławiu, od 2001 roku do 2002 we wrocławskiej Wyższej Szkole Fotografii AFA oraz w latach 2002–2015, we wrocławskim Autorskim Studium Projektowania Plastycznego i Fotografii Artystycznej ABRYS. W 2022 otrzymał honorowe odznaczenie – Medal „Merito de Wratislavia – Zasłużony dla Wrocławia”.
Fotografie Andrzeja Rutyny mają w swoich zbiorach (m.in.) Muzeum Narodowe we Wrocławiu oraz Muzeum Porcelany w Wałbrzychu.

## Odznaczenia
- Odznaką „Zasłużony Działacz Kultury” (1989)[7][1]
- Medal „Merito de Wratislavia – Zasłużony dla Wrocławia” (2022)[25]

## Wystawy indywidualne (wybór)
- Foto-replay (Wrocław 1978)
- Zapis koksownia (Jugosławia 1984)
- Śląski rapsod (Wałbrzych 1986)
- Zapis koksownia (Tuła 1987)
- Światło (Wrocław 1992)
- Kompozycje, ślady i znak (Wrocław 2006)
- Body & color (Wrocław 2007)
- W poszukiwaniu archetypu (Wrocław 2017)[26]
- Zapis Koksownia (Multimedialna Galeria Obrazu w Wałbrzychu 2024)[27]
- Eksperymenty i wariacje (Galeria Fotografii ZPAF we Wrocławiu 2024)[28]

Źródło

## Wystawy zbiorowe (wybór)
- Plener Śląski (Katowice 1986)
- Wystawa 40-lecia ZPAF (Warszawa 1987)
- Polska Fotografia Reklamowa (Poznań 1989)
- Festiwal Fotografii Spektrum (Wrocław 1997)
- Współczesna fotografia wrocławska (Wrocław 1998)
- Beruhrungen (Wiedeń 1998)
- Beruhrungen (Wrocław 2000)
- Życie i śmierć sztuki w sercu człowieka (Wrocław 2002)
- Wystawa doroczna ZPAF (2003)
- Wystawa LUX (Wrocław 2005);
- Wystawa II Międzynarodowego Pleneru Sobótka (Muzeum Ślężańskie 2006)
- Wystawa doroczna ZPAF (2006)
- Wystawa jubileuszowa 60-lecia ZPAF – Inspiracje Fascynacje Refleksje (2007)
- Wystawa doroczna ZPAF (2008)
- Wystawa doroczna ZPAF (2009)
- Trwałość i przemiana (2010);
- Wobec Miejsca i Czasu I (Kletno 2010)
- Wobec Miejsca i Czasu II (Grodziec 2010)
- Tożsamość subiektywna III (Zamek Książ 2011)
- Metafory realności (Wrocław 2014)[17]
- Akt w polskiej fotografii (Tarnów 2015)[13]
- Dualizm fotografii – Wystawa Okręgu Dolnośląskiego ZPAF (Wrocław 2016)[29]
- Wobec miejsca i czasu VI (Wałbrzych 2019)[10]

Źródło